# 張泰 (镶白旗)
張泰（？—？），镶白旗广东驻防人，清朝政治人物。
宣统年间，擔任清朝廣東省潮州府豐順縣知縣。后由鄭受康接任。